# وارنامبول
وارنامبول (بالإنجليزية: Warrnambool) مدينة ساحلية، تقع في ولاية فكتوريا بأستراليا، على بعد 263 كم، شرقي ملبورن، عند التقاء خط برنز السريع وطريق المحيط الكبير. يبلغ عدد سكانها 29,284 نسمة وفق الإحصائيات لعام 2011. تعتبر وارنامبول مركز مهم لمشتقات الألبان والرعي وزراعة الخضراوات، كما تحتوي على مصانع للنسيج والملابس.

## أصل التسمية
لم يتفق الخبراء على معنى الاسم الدقيق، ويعتقد أنه مشتق من لغة الأستراليين الأصليين ويعني «المكان ما بين المياه»، وتعود أصول الأستراليون الأصليون بهذه المنطقة إلى مجموعة تورام.

## لمحة عن المدينة
يزور المدينة الكثير من السياح لمشاهدة الحيتان، التي تقترب من ساحل وارنامبول للتوالد في الشتاء. وقد أنشئت عدة متنزهات للسياح، منها مدينة ألعاب للأطفال على بحيرة بيرتوب، وقرية سياحية تعرف باسم شاطئ هضبة سارية العلم، حيث تم تجديد الميناء الأهلي الموجود منذ القرن التاسع عشر. وهناك بركان تاور هِلْ غير النشط الذي يقع على بعد 10 كم من وارنامبول، وهو حاليًا مكان للترويح تابع للدولة، وقد كان آخر البراكين النشطة والمتفجرة التي كونت تضاريس الإقليم الغربي لفكتوريا في الأزمان الماضية.
وجدت بقايا حطام سفينة في القرن التاسع عشر، قد يعود إلى مركبة بحرية برتغالية تحطمت في القرن السادس عشر الميلادي. ولكن بقايا الحطام اندثرت واختفت تحت الرمل. والموقع الرئيسي للسفينة غير معروف بدقة. وكانت أول زيارة موثقة إلى وارنامبول قام بها قائد سفينة فرنسي يدعى نيكولاس بودين، في السفينة جغرافيا الفرنسية؛ حيث رأى تاور هل. وكانت وارنامبول بلدة في عام 1847، وأصبحت مدينة في عام 1918.

## توأمة
لوارنامبول اتفاقيات توأمة مع:
- تشانغتشون

## أعلام
- ويليام غريفز
- جون موراي
- كريستيان ريان
- لورين كوغلان
- ميشيل فيريس
- دون غروسمان
- توماس برايس
- جون كينغ
- هوراس روبرتسون
- جاستن ستريت